# Gibsonnema
Gibsonnema (benannt nach David I. Gibson) ist eine Gattung der Spulwürmer mit zwei Arten. Sie sind Parasiten im Darm beim Kiemenschlitzaal Ophisternon aenigmaticum. Die Gattung wurde von den Erstbeschreibern zunächst Paraseuratoides genannt, wegen der bereits bestehenden Gattungsbezeichnung aber im gleichen Jahr umbenannt.

## Merkmale
Das Vorderende ist stumpf, der Mund ohne Lippen, aber mit sechs kleinen Dornen besetzt. Es gibt vier große submediane Kopfpapillen. Die Mundhöhle ist mit sechs Ösophaguszähnen bewaffnet. Seitenflügel sind nicht ausgebildet. Die kleinen Deiriden und die Ausscheidungspore liegen auf Höhe des Ösophagus. Der lange Ösophagus ist ungegliedert, lediglich im hinteren Ende leicht erweitert. Männchen tragen Kaudalflügel und einen Genitalsaugnapf. Vor der Kloake sind schräge Muskelbänder ausgebildet. Die Spicula sind gleich, das Gubernaculum kurz. Die Vulva der Weibchen liegt hinter der Körpermitte. Die beiden Uteri liegen sich gegenüber (opisthodelphisch). Die Eier sind im Uterus nicht embryoniert.

## Systematik
Zur Gattung gehören folgende Arten:
- Gibsonnema acuminicauda (Wang, 1984)
- Gibsonnema ophisterni (Moravec, Salgado-Maldonado & Aguilar-Aguilar, 2002)